# Liste der Benediktinerklöster
Die Liste der Benediktinerklöster enthält bestehende und ehemalige Klöster der Benediktiner und Benediktinerinnen (OSB).

## Australien
- St Benedict’s Monastery, Arcadia, New South Wales (Silvestriner)

## Belgien
- Abtei Affligem (1062/1083–1796, seit 1870– heute)
- Abtei Aulne (656–974, danach Augustiner-Chorherren, 1147/1148–1794 Zisterzienser, aufgehoben)
- Kloster Boudelo (1200–1215, danach Zisterzienser (1215–1578, 1584–1797))
- Abtei Chevetogne (1925–heute)
- Abtei Keizersberg (Mont César, bei Leuven) (1888–heute)
- Kloster Malmedy (650–1796, aufgehoben)
- Abtei Maredsous (1872–heute)
- Abbei Saint-André de Bruges (1100–heute als Abtei Saint-André de Zevenkerken)
- Kloster Saint-André de Clerlande (1967–heute)
- Abtei Saint Trond (662–1796, aufgehoben)
- Kloster Stablo (650–1796, aufgehoben)
- Kloster Ten Duinen (1107–1138, danach Zisterzienser (1138–1601), nach Vereinigung mit Ter Doerst aufgegeben)
- Kloster Ter Doest (1106–1175, danach Zisterzienser (1175–1796), aufgehoben)
- Abtei Vlierbeek (1125–1797/1801 aufgehoben)

## Brasilien
- Kloster São Bento (São Paulo) (1634− heute)

## Dänemark
- Kloster Gudum (Benediktinerinnen; vor 1268–1536, in der Reformation aufgehoben)
- Kloster Aasebakken (Benediktinerinnen, 1942 bis heute)

## Deutschland
- Bergneustadt angl-Benediktinerpriesterbruderschaft Oberberg St.Michael (2023 bestehend), Priorat von Schwarzenborn
- Salvatorkloster Aachen (996–1147, danach Zisterzienserinnen)
- Kloster Abenberg (12. Jh.)
- Abterode (1077 – Ref.)
- Kloster Adelheiden (um 1355–vor 1436)
- Kloster Alpirsbach, Baden-Württemberg (1095–1648 mit Unterbrechungen)
- Altenburg/Reutlingen (um 1085–um 1085)
- Kloster Altmühlmünster (um 800–1158) danach Templer und Johanniter.
- Altenmünster (vor 764–771, 1071–1232)
- Kloster Altomünster (760–1047, danach Benediktinerinnen)
- Altshausen (um 1100-um 1100)
- Altrip (762-?)
- Amöneburg (721–vor 1217)
- Kloster Ammensleben (1129–1804), vorher Augustiner-Chorherren
- Kloster Amorbach (Amorbach, Bayern, um 700–1803)
- Kloster Andechs (bestehend, abhängiges Priorat der Abtei St. Bonifaz in München)
- Anhausen/Brenz (nach 1125–1536, 1548–1558, 1630–1648)
- St. Gumbertus (Ansbach) (748–1012, danach Kollegiatstift)
- Kloster Arneburg (983–1540)
- Kloster Arnsburg (1150–1174)
- Kloster Arnulfsau (749–826)
- Kloster Asbach (1091–1803)
- Kloster Anhausen (Herbrechtingen) (Anhausen, Baden-Württemberg, nach 1095–1648)
- Kloster Attel in Bayern (um 1037–1803, danach Barmherzige Brüder)
- Kloster Au am Inn (Kloster Gars, um 780–1122)
- Aub (Franken, vor 1274–1464)
- Kloster Aufhausen (seit 1890–1978, vorher Oratorianer (spätes 17. Jahrhundert bis 1886))
- Kloster Sankt Ulrich und Afra, Augsburg (vor 1012–1802)
- Kloster Sankt Stephan Augsburg (1834–bestehend, vorher Kanonissen (969–1807))
- Kloster Auhausen in Bayern (10. Jahrhundert–1534)
- Kloster Aura (1110–1564 zugunsten Hochstift Würzburg aufgelöst)
- Ballenstedt (1123–1525)
- St. Getreu (Bamberg) (1124–?)
- Kloster Michelsberg in Bamberg (1015–1803)
- St. Jakob (Bamberg) (1072–1100)
- Kloster Banz (1071–1803)
- Bayrischzell/Margarethenzell (1076–1085)
- Kloster St. Beatusberg in Koblenz (12. Jhd–1331)
- Benediktinerpropstei Belecke (vor 1244–1804), von Grafschaft
- Kloster Benediktbeuern (um 725–1802, heute Salesianer Don Boscos)
- Kloster Berg im Donaugau (768 bis 10. Jahrhundert)
- Bergfried (1918–2006)
- Betberg (13. Jahrhundert–1556)
- Bibra (963–1107), danach Augustiner-Chorherren
- Erzabtei Beuron (bestehend)
- Kloster Biburg (1132–1555), Doppelkloster
- Bickelsberg (1409–vor 1500), zeitweise Doppelkloster bis vor 1500
- Bissingen/Teck (1284/1453–1806)
- Kloster Blaubeuren  (1085–1534, ab 1534 evangelische Klosterschule mit katholischen Zwischenphasen 1548–1556 und 1634–1648)
- Bleicherode (vor 1237–1557)
- Bleidenstadt (812–1495)
- Blidenfeld/Pfalz (um 674-?)
- Böckweiler (vor 1149–?)
- Boekzetel, Kommende Boekzetel (vor 1319-vor 1319)
- Kloster Boke (1101–1104)
- Bollschweil/St. Ulrich im Schwarzwald (1083–1806)
- Cassius-Stift Bonn (691–9. Jahrhundert, danach Kollegiatstift)
- Bonnrode (1122–1150)
- Bosau/Kloster Posa (bei Zeitz, 1114–1551/73)
- Brachau/Kleinbrach, St. Dionysius (Kleinbrach) (vor 823–15. Jahrhundert)
- Braunschweig Aegidienkirche (Braunschweig) (1115–1528/42)
- Abtei Brauweiler (Pulheim-Brauweiler bei Köln, 1024–1802)
- Kloster Breitenau (Guxhagen, 1113–1527)
- Paulskloster vor Bremen (1050–1523)
- Breuningen (?-14. Jh.)
- Kloster Brunshausen (1134–1200, danach Benediktinerinnen)
- Propstei Buchholz (vor 1135–1802)
- Buchholz/Eckfeld (973?)
- Bühl(Baden) (1283?)
- Kloster Bursfelde (Hann. Münden, 1093–1584, evangelischer Abt bis heute)
- Kloster Bürgel in Bürgel (1133–1525/30)
- Bürgeln bei Lörrach, Schloss Bürgeln (vor 1130–1806)
- Reichsabtei Burtscheid (997–1220, danach Zisterzienser)
- Kloster Cella Clausthal-Zellerfeld (um 1200–1431)
- Kloster Chammünster (739 bis erste Hälfte 10. Jahrhundert)
- Kloster Chemnitz (1136–1539)
- Kloster Cismar (Schleswig-Holstein, 1177–1569)
- Clus/Gandersheim Klosterkirche Clus (1127–1596)
- Kloster Sankt Peter und Paul Coburg (1075–1555)
- Cölbigk (vor 1016–1140, dann Prämonstratenser bis 1540)
- Abtei Comburg (bei Schwäbisch Hall, 1078–1488)
- Kloster Corvey, Reichsabtei (815–1803)
- Creuzburg (8. Jh.–1170), heute Burg Creuzburg
- Cyriax (heute Overath, Priorat, von Siegburg, 1256–1803)
- Kloster Damme, 1962–2016
- Abtei Deutz in Köln-Deutz (1002–1803)
- Dietenborn (um 1110–1496)
- Dimbach (1306–1493/1803)
- Kloster Disibodenberg (vor 700–970, 1096–1259)
- Kloster Dobbertin (1220–1234) danach Benediktinerinnen bis 1572
- Kloster Heilig Kreuz Donauwörth (1101–1803, ab 1040 Benediktinerinnen)
- Düren (Schotten-B., 1355-?)
- Kloster Eberbach (1131–1136, danach Zisterzienser)
- Kloster Ebernach bei Cochem (1130–1802, heute Franziskanerbrüder vom hl. Kreuz)
- Kloster Ebersberg in Bayern (1013–1595, 934–1013 Aug.-Chorherren)
- Ebringen (vor 1250-?)
- Kloster Echenbrunn bei Gundelfingen an der Donau (1122–1566, danach Jesuiten)
- Egelsee (um 1080–1085)
- Ehingen Johann - Vanotti - Gymnasium (Ehingen) (1686–1803/6)
- Ehrenthal (Sankt Goarshausen) (1542–1803)
- Kloster St. Walburg, Benediktinerinnenabtei in Eichstätt (1035–1806; 1835 bis heute)
- Schottenkloster Eichstätt (1147/49–1483, danach Kapuziner)
- Eilwardsdorf „Marienzell“ (1146–1558) von Lutisdorf
- Eisenach Peterskloster/Petersberg
- Kloster Elchingen in Bayern (vor 1120–1802)
- Kloster Ellwangen (764–1460, danach weltl. Chorherren bis 1802)
- Elsenbach St.Veit (1121–1171)
- Engelbrechtsmünster „Kloster Ilma“ (821-?)
- Kloster Ensdorf bei Regensburg (1121–1556, 1669–1802, seit 1920 Salesianer)
- Enzklösterle (um 1145-Ende 12. Jahrhundert)
- Enzmad/Langenenslingen (1378-vor 1447)
- Schottenkloster Erfurt (1136–1820)
- Erfurt (um 750-?)
- Peterskloster Erfurt (1060–1803, vorher Kanonikerstift)
- Erfurt/Töttelstedt Kloster Orphal (14. Jahrhundert-1529)
- Esslingen, Fulradkloster (um 764–11. Jh.)
- Kloster Ettal (bestehend)
- Kloster Ettenheimmünster (1. Hälfte 8. Jahrhundert–1803)
- Faurndau (vor 875-frühes 12. Jahrhundert)
- Kloster Unserer Lieben Frau zu Feuchtwangen (817–1197, danach Kollegiatstift)
- Fischbachau, St. Martin (Fischbachau) (1085–1104 und 1730–1803), von Bayrischzell
- Kloster Flechtdorf (1104–1528)
- Kloster Sankt Peter am Madron bei Flintsbach am Inn (1130–1296/1803)
- Kloster Frauenzell (1321–1803)
- Frechen (?-1553)
- Domkloster Freising (bis 816, danach Kollegiatstift)
- Kloster Weihenstephan (Freising, vor 1021–1802, vor 1021–~1242 auch Benediktinerinnen)
- St. Veit (Freising) (725–1020), Kanoniker bis 1802
- St. Andrä (Freising) (Hugibertsmünster) (720–1059, danach Kollegiatstift)
- Kloster Fritzlar (724–1005, danach Kollegiatstift St. Petri)
- Frose (vor 950–959)
- Kloster Fulda (als Männerkloster 744–1802; Frauenkloster bestehend)
- Kloster Neuenberg Fulda (1023 – 1802)
- Propstei Johannesberg (Fulda, 836–1803)
- Kloster Frauenberg (Fulda) (vor 1050–1525, vorher Kollegiatstift, seit 1612 Franziskaner)
- Kloster Fultenbach (739–1803)
- Kloster Fürstenberg in Xanten (1116-Anf.13. Jh., danach Zisterzienserinnen)
- Furtwangen (792–1197)
- Füssen St. Mang (vor 752–1802)
- Kloster Gars (768 bis 1122, danach Augustiner-Chorherren, heute Redemptoristen)
- Kloster Gehrden (1136–1810)
- Kloster Gengenbach (um 725–1807)
- Kloster St. Georgenberg (Worms) (Worms) (10. Jh.-1525)
- Abtei Gerleve (bei Billerbeck, seit 1899 bestehend)
- Kloster Gerode (1124–1803)
- Abtei Gladbach (973–1802)
- Godramstein (1221-?)
- Kloster Göllingen (1006–1606)
- Goseck Schloss Goseck (1041–1540)
- Gottesaue Schloss Gottesaue (1094–1556)
- Grab/Oberpfalz Propstei Grab (1376-vor 1571)
- Kloster Grafschaft (bei Schmallenberg, 1072–1804, heute Borromäerinnen)
- Kloster Gräfinthal (seit 1999, 1243–1785 Wilhelmiten)
- Grafenhausen (1736/66–1806)
- Grafrath St. Rasso (Grafrath) (950-vor 1133)
- Kloster Grafschaft (1072–1804)
- Kloster Gronau, bei Grebenroth (ca. 1130–1520)
- Kloster Gröningen (936–1550)
- Großburschla (969–1150 oder 1650?)
- Großjena (10. Jh., danach nach Naumburg)
- Großcomburg Comburg (1078–1488)
- Grüningen (Breisach) (um 1077–1087) nach St.Ulrich im Schwarzwald
- Abtei Grüssau (Bad Wimpfen, 1947–2004)
- Kloster Gunzenhausen (um 823-?)
- Kloster Güssing (1157–1180)
- Güsten (846–1171)
- Gurtweil (1646/97–1807)
- Kartause Güterstein (vor 1370–1439, danach Kartäuser bis 1535)
- Gutnau (1492–1556)
- Kloster Habsthal (Benediktinerinnen seit 1892)
- Kloster Hagenrode (975–1525)
- Kloster Haina (1144–1150)
- Hameln Münsterkirche St. Bonifatius (826–11. Jh., danach Kollegiatstift)
- Hannover: Cella Sankt Benedikt (seit 1988, bestehend)
- Kloster Harsefeld (Harsefeld, Niedersachsen, 1104–1632/48)
- Kloster Hasungen bei Kassel (1077/80–1527)
- Kloster Hecklingen (vor 944-Ende 13. Jh.)
- Kloster St. Stephan Heidelberg (1094–1559)
- Michaelskloster (Heidelberg), (870-vor 1537)
- Kloster Heidenheim (752–790 und 1155–1537, dazwischen Kanoniker)
- Heiligenrode Klosterkirche St. Marien (Heiligenrode) (1181–1194)
- Heiligenzell (1016–1803)
- Kloster Helmarshausen (997–1538)
- Kloster St. Ludgeri (Helmstedt) (vor 800–1802)
- Kloster Herbrechtingen (777–1171)
- Kloster Herrenbreitungen (Breitungen/Werra, vor 1016–1553)
- Kloster Herrenchiemsee (765–1130, danach Augustiner-Chorherren)
- Kloster Herrieden (797–888, danach Kollegiatstift, aufgehoben)
- Abtei Hersfeld (Bad Hersfeld, 736/69–1606/48 Reichsabtei)
- Kloster Hethis im Solling (815–822, nach Corvey verlegt)
- Kloster Heusdorf/Apolda (1140–1525)
- Kloster St. Godehard Hildesheim (1133–1803, 2003, bestehend)
- Kloster St. Michael Hildesheim (1001–1803)
- Kloster Hillersleben (Sachsen-Anhalt, 1096–1577)
- Hiltensweiler Arnold von Hiltensweiler (1112–1200)
- Hilzingen Priorat (?-?)
- Hindebach (12. Jahrhundert–1412)
- Kloster Hirsau (765/8–1648, mit Unterbrechungen)
- Propstei Hirzenach (1109–1802)
- Kloster Höchst Albanuskloster (1090–1419/41, danach Antoniter)
- Kloster Hofen in Friedrichshafen (1441–1594 und 18. Jahrhundert–1803)
- Hohenburg (vor 1229–1460)
- Kloster Hohenholte (1142–1188)
- Hohentwiel Festung Hohentwiel (970–1005)
- Kloster Holzen (1150–1450, Doppelkloster, nach 1450 Benediktinerinnen bis 1802)
- Kloster Holzkirchen bei Würzburg (775–1552 und 1759–1802)
- Holzzelle (877-?)
- Kloster Homburg bei Bad Langensalza (1136–1541, vorher Benediktinerinnen)
- Kloster Hornbach (bei Hornbach, 742–1557)
- Kloster Huysburg (bei Halberstadt, bestehend)
- Hünfeld (vor 815–915)
- Schloss und Benediktinerabtei Iburg (1080–1803)
- Kloster Ilmmünster (bis 1060 Benediktiner, 1060–1803 Kollegiatstift)
- Kloster Ilsenburg (Sachsen-Anhalt, 1003/15–1525/40)
- Irsch Propstei (?-?)
- Kloster Irsee in Bayern (1186–1802)
- Kloster Isen in Bayern (vor 748–12. Jh., später Kollegiatstift)
- Kloster St. Georg (Isny) (1096–1802) Reichsabtei, zeitweise Doppelkloster
- Istein (Propstei, um 1450–1525/9, vor 1264–1450 Benediktinerinnen)
- „St. Jakob zu den Schotten“ (Konstanz, 1142–1529)
- Kloster Jakobsberg (Ockenheim, 1961, bestehend)
- Jesungen (Priorat, 1284–1453/1806?)
- Johannesberg/Hersfeld (Propstei, 769–1648)
- Johannisberg Schloss Johannisberg (Rheingau) (Abtei, 1106–1563)
- Kaiserswerth St. Suitbertus (Düsseldorf-Kaiserswerth) (625–1050, danach Kollegiatstift)
- Kloster Kastl (Kastl, 1103–1563 aufgehoben)
- Kelheim Schottenkloster (Priorat, Ottokapelle, 1232–1862)
- Kloster Kemnade in Niedersachsen (1147–1168, von 960–1147 Benediktinerinnen)
- Fürstäbtliche Residenz, Kempten (Allgäu) (752–1803)
- Kesseling Propstei (vor 762-ca. 9Jh.)
- Kirchbach (Propstei, vor 1266–1442, 1443–1543 Zisterzienserinnen)
- Kirchen Propstei (1192–1802), vgl. Schloss Marchental
- Benediktinerinnenkloster Kitzingen (vor 748–1544)
- Kleinjena St. Georg (vor 1002–1046, 1046 nach Naumburg)
- Kleinkomburg Comburg (vor 1248–1488, zeitweise Doppelkloster um 1291, 1682–1803 Kapuziner)
- Reichskloster Klingenmünster (Abtei, um 730–1490/1567)
- Klostermansfeld (1040–1159, danach „Orden vom Tale Josaphat“)
- Klotten Propstei (1050-?)
- Kloster Kniebis (Priorat, 1341–1535/95, um 1277–1341 Franz.-Tertiaren)
- Kartause Koblenz (1153–1315, 1315 Chorherrenstift, 1331 Kartäuser)
- Kochel (?)
- Kohlberg (Propstei, um 1100–14. Jh.)
- Köln, St. Pantaleon (955–1794/1802)
- Köln, Groß St. Martin (Abtei, 989–1802, vorher seit ca. 984 Chorherrenstift)
- Königseggwald (um 1083-um 1093)
- Kaiserdom Königslutter, (Abtei, 1135–1570, vorher Kanonissenstift)
- Abtei Königsmünster (Meschede, 1928, bestehend)
- Konradsburg (1120–1477)
- Krozingen (Propstei, 1383–1806)
- Reichsabtei Kornelimünster bei Aachen (815–1802)
- Neue Benediktinerabtei Kornelimünster (seit 1906, bestehend)
- Kruft (?-1794)
- Kloster Lambrecht (Pfalz) (Abtei, 977- um 1240), Dominikanerinnen 1247–1553
- Langenau/Ulm (um 1095- vor 1125)
- Langnau/Tettnang (Priorat), (1200–1399), 1405–1787 Pauliner-Eremiten
- Lausigk (Priorat von Pegau), (1106–1530)
- Lenzen/Elbe (um 1050/60)
- Kloster Liesborn (Abtei, 1132–1803), vorher Benediktinerinnen
- Kloster Limburg bei Bad Dürkheim (1024–1504/74)
- Lissen/Osterfeld (Priorat, um 1200–1539)
- Kloster Lobenfeld bei Heidelberg (aufgehoben, vorher Augustiner und Zisterzienser)
- Kloster Lorch (Abtei, 1102–1648, mit Unterbrechungen)
- Kloster Lorsch (Reichsabtei, 764–1232)
- St.-Johannis-Kloster (Lübeck) (vor 1177–1245, nach Cismar, später Zisterzienserinnen 1245–1574)
- Lüneburg St. Michaelis (Lüneburg) (Abtei, vor 956–1536), danach ev. Männerkloster
- Lutisberg/Querfurt (1109–1146), 1146 nach Eilwardsdorf
- Mackenzell (824 - ?)
- Mauritiuskloster in Magdeburg (937–963)
- Kloster Berge (Magdeburg, Sachsen-Anhalt, 963–1525/65)
- Mainz Abtei St. Alban vor Mainz (8. Jahrhundert–1419)
- Mainz St. Nikomedes (614/25–vor 1059)
- Mainz St. Jakob (1051–1802)
- Kloster Mallersdorf (1107–1137 (Frauen)/1807 (Männer), seit 1869 Arme Franziskanerinnen von der heiligen Familie)
- Kloster Maria Eck (17. Jh.-1803, heute Franziskaner-Minoriten seit 1891)
- Abtei Maria Laach (bei Andernach, bestehend)
- Kloster St. Marien (Trier) (St. Maria ad ripam, St. Maria ad martyres, St. Mergen), Trier-Nord
- Kloster Marienfeld in Harsewinkel-Marienfeld (1185–1803 zisterziensisch, seit 2004 benediktinisch)
- Kloster Marienkamp (bei Esens, 1190–1420) Doppelkloster
- Abtei Marienmünster (heute Passionisten seit 1967)
- Marienstein (Nörten-Hardenberg) (1102–1620)
- Kloster Marienthal (Norden, vor 1250-um 1555) Doppelkloster
- Marienzell/Querfurt (1146–1558)
- Marsberg (Propstei), Obermarsberg. (785/93–1803)
- Kloster Meerhusen bei Aurich (12. Jahrhundert-1216) Doppelkloster
- Kloster Megingaudshausen am Laimbach (816–um 877), danach nach Münsterschwarzach
- Kloster Memleben (Memleben, 975–1548)
- Memmingen Schottenkloster Memmingen (1167–1498)
- Kloster Mengen (1725–1806), davor Wilhelmiten 1282–1725,
- Meppen (780/802–1543 und 1638–1803), später Jesuiten
- Merseburg St. Petri „Kloster Altenburg“ (1021–1561)
- Kloster Metten (Abtei St. Michael, bestehend)
- Kloster Mettlach (Abtei Sankt Peter und Maria, 676–1801)
- Abtei St. Michael (Siegburg) (1064–1803, 1914–2011, seit 2013 Unbeschuhte Karmeliten)
- Kloster Michelfeld (1119–1803)
- Einhardsbasilika (Steinbach) Michelstadt/Odenwald (Propstei) (vor 1075–1232)
- Mildensee/Dessau (1179–1233)
- Millen/Selfkant (Propstei, nach 1121–1802)
- Minden Kloster St. Mauritius (Minden) (Abtei, 1024–1810)
- Mittenwald (763–772), nach Schlehdorf verlegt
- Mochental (Propstei) Schloss Mochental, (spätes 14. Jh.-1802)
- Kloster Mönchberg (Priorat, nach 1125-um 1535)
- Abtei Mönchengladbach (973–1802)
- Kloster Mönchröden (Abtei, vor 1149–1538)
- Kloster Mönchsdeggingen (1142–1802, vorher Benediktinerinnen (10./11. Jahrhundert bis 1138), danach seit 1950 Missionare von Mariannhill)
- Kloster Mönchsroth (Priorat, 1126–1558)
- Mönchweiler (1258?-1536?)
- St. Kastulus (Moosburg an der Isar) (750–1027, danach Kollegiat (1027–1598), Kapuziner (1699–1802))
- Kloster Mosbach (vor 825–1000/25)
- Kloster Münchaurach (Abtei, um 1125–1528)
- Abtei St. Bonifaz (München, bestehend)
- München (Bad Berka) (1110–1241)
- Kloster Münchsmünster (Abtei, vor 788–925 und 1131–1556)
- Kloster Münchsteinach (Abtei, 1133–1529)
- Münster (Lech) (?-?)
- Münsterappel (893-?)
- Münstereifel „Peterstal“ Bad Münstereifel (830–1130, Kollegiatstift bis 1803)
- Münstermaifeld Stiftskirche St. Martin und St. Severus (um 630-?)
- Abtei Münsterschwarzach (877–1803, 1913–1941, 1945, bestehend)
- Münstertal St. Trudpert, (1. Hälfte 7. Jahrhundert-1806)
- Kloster Murrhardt (Abtei, um 817–1648, mit Unterbrechungen)
- Nauendorf Mittelsömmern (vor 1323–1549)
- Kloster St. Georg (Naumburg) (Kleinjena, vor 1046-?)
- Cyriacuskloster Naumburg Schloss Naumburg (Wetterau, 1035–1561)
- Nellingen auf den Fildern (Propstei, um 1250–1649)
- Nenkersdorf (Propstei von Chemnitz, 1304–1478)
- Abtei Neresheim (Ostalb, bestehend)
- Abtei Neuburg (bestehend)
- Kloster Neuenberg (bei Fulda, 1023–1802)
- Neufahrn (1354–1803)
- Kloster Sankt Veit in Neumarkt-Sankt Veit (1121–1802)
- Neumünster/Ottweiler (870–1576)
- Benediktinerabtei Neustadt am Main (769–1803)
- Abtei Niederaltaich (bestehend)
- Kloster Niedernburg (aufgehoben)
- Kloster Nienburg Saale: Reichsabtei (975–1563)
- Nienkerken (Propstei von Corvey, 863-?)
- Northeim St.-Blasien-Kloster (Northeim) (Abtei, 1117–1570, vorher Chorherrenstift)
- Nußbaum/Gundelsheim (vor 1136–1523) auch Dt. Orden
- Egidienkloster Nürnberg Schottenkloster (1140–1525)
- Kloster Nütschau (bestehend)
- Kloster Öhningen (965–1378, danach Augustiner-Chorherren)
- Kloster Oberalteich (etwa 1100–1803)
- Oberellen/Gerstungen (Propstei, nach 1121–1525)
- Kloster Obermarchtal (um 775-vor 805, weltl. Chorherren vor 993–1171, nachher 1171–1802)
- Kloster Obermarsberg (Propstei, 780–1803)
- Oberpleis St. Pankratius (Oberpleis) (Propstei von Siegburg, vor 1105–1803)
- Kloster Oberried/Breisgau (Priorat, 1724–1806)
- Kloster Ober-Werbe in Waldeck am Edersee (~1038–1207, danach Benediktinerinnen (~1207–1537), aufgehoben)
- Kloster Ochsenhausen (1090–1802) von 1090–1129 Doppelkloster
- Odenheim „Ritterstift“ (Abtei) (1110–1494) weltl. Chorherren 1494–1507
- Offenbach/Glan (Propstei, 1150–1538)
- Ofteringen Kloster Marienburg (Ofteringen) (1679-?)
- Öhningen (965–1378)
- Ohrdruf St. Michael (725 von Bonifatius gegr.-980), nach 980 Chorherrenstift
- Ohrdruf St. Petri (10. Jh.-?)
- Oldekloster (1235–1420)
- Klosterkirche Oldenstadt/Uelzen (Abtei, 1133–1531)
- Kloster Oldisleben (Oldisleben, Thüringen/Kyffhäuserkreis, 1088–1539)
- Benediktinerinnenkloster Osnabrück
- Kloster Osterholz (1182–1650)
- Kloster Ottobeuren (764-bestehend)
- Overath Priorat (1256–1803)
- Abdinghofkloster St. Peter und Paul in Paderborn (1014–1803)
- Kloster Pansath (?-1420)
- Kloster Paring (1616–1803, von 1141 bis 1598 und seit 1974 Augustiner-Chorherren)
- Kloster Patershausen (7./9. Jahrhundert-1252, später Zisterzienser)
- Kloster Paulinzella „Marienzelle“ (1102–1534, zeitweise Doppelkloster)
- Kloster Pegau St.Jakob (Abtei, 1095–1539)
- Penig (Propstei, 1313–1459)
- Petersberg/Erdweg St. Peter und Paul (Petersberg) (Abtei, 1104–1119, Umzug nach Scheyern)
- Petersberg (Flintsbach), Kloster St. Peter am Madron (1130–1296)
- Kloster Petersberg in Petersberg (Hessen) (836–12. Jahrhundert, bis 1802 Propstei, aufgelassen)
- Petersberg (Bad Hersfeld) (1003–1622)
- Kloster Petershausen Reichsabtei in Konstanz (vor 983–1802)
- Pfaffenhofen (Propstei, 1531–1541 und 1693–1803)
- Kloster Pfaffenmünster (vor 800–1156, 1157–1803 Kollegiat)
- Kloster Plankstetten (bestehend)
- Pöhlde (vor 983–1130, ab 1130 Prämonstratenser)
- Kloster Polling (753–920, später Stift (11./12. Jahrhundert), Augustiner-Chorherren (13. Jahrhundert–1803), seit 1892 Dominikanerinnen)
- Kloster Posa bei Zeitz (1114–1573)
- Probstzella (Propstei, 1116–1525)
- Propsteizella Martinszell (Propstei, 1120–1525), von Creuzburg
- Abtei Prüm (721/52–1794/1802)
- Ramelsloh (nach 845-?)
- Kloster Ramsen (1146–1174, später Zisterzienserinnen)
- Rasdorf (781–877)
- Kloster Rastede (1091–1529)
- Ratzeburg: St. Georg auf dem Berge (1044–1066, ca. 1140-?)
- Kloster Reepsholt (913–1434)
- St. Emmeram (Regensburg, vor 739–1803)
- Kloster Prüfening (bei Regensburg, 1109–1803)
- Kloster Prüll in Regensburg (997–1484, später Kartäuserkloster bis 1803)
- Kloster Sankt Peter Regensburg (1075–1552)
- Schottenkloster St. Jakob Regensburg (1070–1814)
- Kloster Reichenau (Abtei 724–1803)
- Reichenau Niederzell St. Peter und Paul (Reichenau-Niederzell) (799-?)
- Reichenau Oberzell St. Georg (Reichenau-Oberzell) (896–?)
- Reichenau Cella St. Benedikt (2001-bestehend)
- Kloster Reichenbach (Schwarzwald) (1082/1085–1603, 1629–1649, heute evangelische Kirche)
- Kloster Reichenbach am Regen (1118–1556, 1661–1803, 1883–1887, seit 1890 Barmherzige Brüder)
- Reichenhall Kloster St. Zeno (803–10. Jh.) Aug.-Chorherren (1136–1803)
- Kloster Reinhardsbrunn (1085–1525)
- Kloster Reinhausen in Reinhausen / Gleichen (Abtei, 1112–1542/54)
- Reinsdorf (Nebra) (1112–1540) Doppelkloster?
- Kloster Reistingen in Reistingen (1250 bis 13. Jahrhundert, danach Kanonissenstift bis 1450)
- Propstei Remagen (1110–1802, von Siegburg, 1857–2006 Franziskaner, seit 2007 Gemeinschaft der gekreuzigten und auferstandenen Liebe)
- Remigiusberg (Propstei, 986–1526)
- Kloster Riechenberg/Goslar St. Maria (1117–1131, danach Aug.-Chorherren bis 1569)
- Kloster Rinchnach (1011–1803)
- Kloster Ringelheim (Salzgitter) (1153–1803)
- Priorat Rippoldsau (1140/79–1802/6)
- Rötsee (Propstei, 1. H. 11. Jh.-1580)
- Kloster Rohr (Niederbayern) (seit 1946 bestehend, vorher 1133–1803 Augustiner-Chorherren)
- Kloster Rohr (Thüringen) (9.–10. Jahrhundert, davon Kirche erhalten, 12. Jahrhundert–1544 Benediktinerinnen)
- Abtei Rommersdorf (1114–1135), danach Prämonstratenser
- Kloster Rott (11Jh.-1803)
- Kloster Rottenbuch (Zelle, 10. Jh.-1073)
- Benediktinerabtei Saalfeld (Reichsabtei, 1071–1526)
- Kloster Sandau bei Landsberg am Lech (8. Jh.-10. Jh.)
- Sangerhausen (Priorat) St. Ulrici (Sangerhausen) St Ulrichkirche (1085–1222) 1222 Benediktinerinnen, 1265–1539 Zisterzienserinnen
- Kloster Sankt Blasien (um 858–1806, zeitweise Doppelkloster)
- Kloster St. Georg (Isny) (1096–1802)
- Abtei St. Georgen im Schwarzwald (1083–1536) 1806?
- Sankt Germanshof Propstei (1055–1577)
- Sankt Goar Propstei Stiftskirche St. Goar (765–1100)
- Sankt Ilgen (Propstei), St. Aegidius (St. Ilgen) (um 1160–1474, Dominikaner 1476–1685 bzw. 1703–1803/5)
- Kloster St. Mang (aufgehoben)
- Abtei St. Matthias Trier (bestehend)
- Abtei Sankt Mauritius Tholey (bestehend)
- Abtei Sankt Maximin Trier (aufgehoben)
- Kloster Sankt Oswald (1567–1803, davor Pauliner (1396–1431), Augustiner-Chorherren (1431–1563))
- Erzabtei Sankt Ottilien (1884, bestehend)
- Abtei Sankt Peter im Schwarzwald (1093/5–1806)
- Kloster Sankt Peter und Paul (Coburg) (1075–1555)
- Kloster Sankt Trudpert (Anf.9. Jh.-1806, heute Josefsschwestern)
- St. Ulrich im Schwarzwald (898–1806)
- Kloster Sankt Zeno Reichenhall (803–10. Jh., 1356–1803 Augustiner-Chorherren, seit 1852 Congregatio Jesu)
- Kloster Schäftlarn (bei München, 762-10. Jh., 1866-bestehend)
- Kloster Scharnitz (763–772, danach Übersiedlung Kloster Schlehdorf)
- Kloster Scheyern (1119–1803, ab 1838 bestehend)
- Kloster Schienen (um 830–1757)
- Kloster Schinna/Stolzenau (Abtei, 1148–1542)
- Schkölen (Propstei, 1140–1539)
- Kloster Schlehdorf (769/-10. Jh., später Augustiner-Chorherrenstift, heute Missions-Dominikanerinnen)
- Schleswig St. Michael (um 1100–1196), DK
- Kloster Schliersee (um 770-10. Jh. und 1141–1260, später Kollegiatstift bis 1493)
- Kloster Schlüchtern (Abtei, 8. Jh.-1609)
- Schmölln (1120–1132)
- Kloster Schönau (Strüth) (1126–1803, 1126–1606 Doppelkloster, 1947–1975 Prämonstratenser, Dernbacher Schwestern seit 1904)
- Schönfeld/Dürkheim (12. Jh.-1472)
- Kloster Schönrain am Main (1080–1525)
- Schriesheim (12. Jh.-um 1200) 1200 verlegt nach Wiesenbach
- Kloster Schuttern Reichsabtei (746/53–1806)
- Schwabenheim an der Selz (1693–1802)
- Schwäbisch Gmünd (8. Jh.-?)
- Kloster Schwarzach Rheinmünster! (nach 750–1802)
- Kloster Schwarzach Reichsabtei in Baden-Württemberg (nach 750–1802/3)
- Benediktinerkonvent St.Gregor und St. Scholastika Schwarzenborn (Knüll) (anglikanisch, seit 2014, bestehend)[1]

- Abtei Schweiklberg Vilshofen an der Donau, (1904-bestehend)
- Kloster Schweinfurt (1003–1263/81)
- Seeon, Reichsabtei (994–1803)
- Seligenstadt, Einhard-Basilika, Abtei, St. Marcellinus und Petrus (Seligenstadt) (815–1803)
- Abtei Michaelsberg (Siegburg, 1064–1803, 1914–2011)
- Stift Sindelfingen (11. Jahrhundert, ~1050 in weltliches Stift umgewandelt, ab 1477 Augustinerchorherrenkloster, 1535 aufgehoben)
- Stift Sinsheim (Abtei, 1092–1496), danach weltl. Chorherren
- Sölden (Schwarzwald) (Propstei, 1546–1807)
- Kloster Solnhofen (Propstei, 794–1533)
- Benediktinerinnenkloster Spandau (Nonnenkloster, 1239–ca. 1560)
- Sponheim (Abtei, 1124–1565/73 und 1699–1802)
- Kloster St. Marien (Stade) (1141–1648)
- Kloster Staffelsee (8. Jahrhundert-11. Jahrhundert)
- Steinbach/Michelstadt Einhardsbasilika (Steinbach) (1073–1232)
- Stein/Ingelfingen (1149–1483)
- Kloster Steinfeld (1070–1130, danach Prämonstratenser) heute Salvatorianer
- Kloster Stolpe bei Anklam (1153–1304) ab 1304 Zisterzienser
- Taben-Rodt (Propstei, 768–1794), Pallottiner seit 2002
- Tannroda (um 1110-?)
- Kloster Tegernbach (8. Jahrhundert bis Beginn 10. Jahrhundert)
- Kloster Tegernsee Reichsabtei (746/65–1803)
- Thankmarsfelde/Harz (970–975, nach Nienburg verlegt)
- Kloster Theres (Abtei, 1045–1802)
- Kloster Thierhaupten (Abtei, um 750? oder vor 910–1803)
- Tholey Benediktinerabtei St. Mauritius (Tholey) (8. Jahrhundert-1794)
- Tom Roden (Propstei von Corvey, 1184–1538)
- Trebra (874-?)
- Trier Reichsabtei St. Maximin (6. Jahrhundert-1802)
- Trier Abtei St. Martin (8. Jahrhundert-1804)
- Trier Kloster St. Marien (7. Jahrhundert-vor 1804)
- Trier Benediktinerabtei St. Matthias (977–1802 und 1922, bestehend)
- Benediktinerinnenkloster Trier-Kürenz
- Tuniberg/Rimsingen (1072–1077/80, Verlegung nach Grüningen)
- Uhlberg/Wolferstadt (861–1103, danach Chorherrenstift, heute Ruine)
- Kloster Unterliezheim (Propstei, 1632–1803)
- Unterregenbach (vor 1020-?)
- Unteribach/Neuenzell (1315/20–1558)
- Veilsdorf St. Michael (1446–1525, 1189–1446 Nonnenkloster)
- Villingen St. Georg (1566–1806)
- Visbek Cella (um 800–1803)
- Vitzenburg Schloss Vitzenburg (1116–1121/24, nach Reinsdorf verlegt)
- Vorlach (1022–1126, danach Prämonstratenser)
- Kloster Vornbach (Abtei, 1094–1803, 1050–1094 Kollegiatstift)
- Walbeck/Aller Stiftskirche Walbeck (942–1591)
- Klösterl Walchensee (1725–1803, vorher Hieronymiten seit 1688)
- Walsdorf in Walsdorf (Idstein) (1156–1634)
- Kloster Wechselburg (1993-bestehend, zu Ettal)
- Kloster Weihenstephan in Freising (aufgehoben)
- Weilheim an der Teck (um 1073–1089)
- Kloster Weitenau (Priorat, um 1100–1557)
- Kloster Wendhusen/Thale (um 840–1540, zeitweise Doppelkloster?)
- Kloster Werden (Reichsabtei, 789–1802)
- Kloster Weltenburg (um 620–1803, 1842-bestehend)
- Abtei Weingarten Reichsabtei (1056–1803 und 1922–2010)
- Kloster Weißenohe (1053–1803)
- Kloster Werd (heute Franziskaner)
- Kloster Wessobrunn in Wessobrunn (als Männerkloster 753–1803, dann Benediktinerinnen (1913–2014))
- Kloster Wiblingen (bei Ulm, 1093–1806)
- Wiesenbach/Baden St. Michael (Wiesenbach) (um 1200–1480)
- Kloster Wiesensteig (Abtei, vor 861–vor 1130, Kollegiatstift bis 1802)
- Wietmarschen Sünte Marienrode (1152–1252, Doppelkloster, Benediktinerinnen bis 1675)
- Wilsdruff (vor 1165-Ref.) Jakobikirche, jetzt Autobahnkirche
- Kloster Wimmelburg (Abtei) St. Cyriakus (1061–1525)
- Stift Wimpfen Stiftskirche St. Peter (Bad Wimpfen) (12. Jh.)
- Wipfeld St. Ludwig (Wipfeld) (1901–1941)
- Wippertskirch (Opfingen, vor 1683–1806)
- Wismar „Kloster zum Hl. Kreuz“ (angeblich 1180–1251, danach Franziskaner; Namensverwechslung mit dem Kloster Cismar)
- Wissel/Kalkar St.Clemens (Wissel) (825–1167, danach Kollegiatstift)
- Kloster Wöltingerode (1174–1188, 1216–1809 Zisterzienserinnen, aufgehoben, erhalten)
- Kloster Wörschweiler, Wörschweiler/Homburg (Priorat, 1130–1171, 1171–1558 Zisterzienser, Ruine)
- Wrisbergholzen (1024-?)
- Kloster Wülzburg (1090–1523, 1523–1537 Kollegiatstift, heute Festung)
- St. Stephan (Würzburg) (1057–1803, im 11./12. Jahrhundert Doppelkloster, vorher seit 1014 Chorherrenstift)
- St. Burkard (Würzburg) (vor 753–768 und 983–1464, dann Kollegiatstift bis 1803, Kirche)
- Würzburg St. Maria (Propstei, vor 1192–1464)
- Würzburg St. Benedikt Kolleg (bestehend)
- Schottenkloster Würzburg (1139–1803)
- Zell/Zellertal (760–975)
- Kloster Zella Eichsfeld (1175–1811, bis ca. Mitte 13. Jh. Doppelkloster, danach nur Benediktinerinnen)
- Kloster Zella (Rhön) (1136-16. Jahrhundert Benediktinerinnen, danach nur noch Propstei Zella (Rhön))
- Zella St. Blasii Zella-Mehlis (Propstei, 1111-ca. 1525)
- Zülpich St. Peter (Propstei, 1121–1802)
- Zwickau (Propstei, 1118-?)
- Kloster Zwiefalten (Abtei, 1089–1802)
- Zyfflich Kanonikerstift St. Martin (Zyfflich/Kranenburg) (1002/21-vor 1117, danach Prämonstratenser)

## Frankreich
- Benediktinerabtei Barroux
- Benediktinerinnenkloster Notre-Dame-de-l'Annonciation du Barroux
- Benediktinerinnenkloster Bayeux
- Abtei Le Bec (seit 1948 Olivetaner)
- Moniales Oblates de l'Abbaye Notre Dame du Bec
- Kloster Belloc und Urt
- Benediktinerinnenkloster Caen
- Abtei Camon, Camon (Ariège) (10. Jahrhundert, aufgehoben, heute Hotel)
- Benediktinerinnenabtei Chantelle
- Benediktinerinnenkloster Châtillon-sur-Loing (1688–1792) in Châtillon-Coligny
- Benediktinerkloster Saint-Joseph de Clairval
- Abtei Cluny (Burgund, aufgehoben)
- Abtei Corbie (aufgehoben)
- Benediktinerinnenkloster Craon
- Abtei En-Calcat, Dourgne (seit 1890, bestehend)
- Kloster Fleury (Saint-Benoît-sur-Loire, Frankreich, bestehend)
- Abtei Fontdouce
- Abtei Fontgombault
- Abtei Gaussan in Bizanet (1994 bis 2008)
- Abtei von Hambye (1145–18. Jahrhundert, aufgehoben, Ruine)
- Kloster Hautecombe (1922–1992, vorher Zisterzienser (1135–1790, 1826–1922), heute Chemin Neuf)
- Abtei Hautvillers (650/662–1794, heute Weingut und teilweise Ruine)
- Kloster Hugshofen im Elsass (~1000–16. Jahrhundert, aufgehoben)
- Benediktinerinnenabtei Jouques („Notre-Dame de Fidélité“) in Jouques seit 1967
- Kloster Kerbénéat (1875–1958, 1977–2002)
- Benediktinerabtei Kergonan in der Bretagne (1897- bestehend)
- Benediktinerinnenabtei Kergonan
- Abtei von Landévennec in der Bretagne (irische Gründung 485, ab 818 Benediktiner, während der Französischen Revolution zerstört, in unmittelbarer Nachbarschaft der alten zerstörten Klosteranlage erfolgte in den 1950er Jahren eine Klosterneugründung durch Benediktiner – bestehend)
- Kloster Lérins auf der Île Saint-Honorat bei Cannes (660–1787, danach Zisterzienser (1869-heute), Kloster seit 400/410)
- Benediktinerinnenkloster Limon
- Kloster Lixheim in Lothringen (aufgehoben)
- Kloster Luxeuil (590–1790, aufgehoben)
- Benediktinerkloster Madiran, Département Hautes-Pyrénées (12. bis 17. Jahrhundert und 1934 bis 1952)
- Benediktinerinnenkloster Madiran, Département Hautes-Pyrénées(1934 bis 1955)
- Abtei Maillezais (989–1587/1589, aufgelöst, Ruine)
- Kloster Marmoutier (Elsass) (7. Jahrhundert–1789?)
- Abtei St-Victor Marseille (977–1739)
- Benediktinerabtei Sainte-Marie-Madeleine (Marseille) (1865–1922)
- Benediktinerinnenkloster Martigné-Briand
- Benediktinerinnenkloster Mas-Grenier
- Benediktinerinnenabtei Maumont in Juignac
- Benediktinerabtei Maylis
- Mont-Saint-Michel (seit 10. Jahrhundert–1790, 1969, bestehend)
- Abtei Montmajour (1016–1786, aufgehoben)
- Abtei Montier-en-Der (670–1790, anschließend Pferdegestüt)
- Abtei Moyenmoutier (um 671/800–1792, ab 1806 Textilfabrik)
- Kloster Murbach, ab dem 13. Jahrhundert: Fürstabtei Murbach (727–1789, aufgehoben)
- Benediktinerinnenkloster Nancy
- Abtei Nogent-sous-Coucy (1059/1076–14. Jahrhundert?, aufgehoben ?)
- Abtei Notre-Dame de Bellaigue (aufgehoben)
- Abtei Notre-Dame de Jouarre, Département Seine-et-Marne (7. Jh. – 1792, wieder ab 1. Hälfte 19. Jh. – bestehend)
- Notre-Dame de La Charité in La Charité-sur-Loire (8. Jahrhundert, 11. Jahrhundert–1791, aufgehoben)
- Kloster Orbais (680–1798, aufgehoben, industrielle Nutzung)
- Benediktinerinnenkloster Oriocourt (1860–2017)
- Benediktinerinnenkloster Ottmarsheim
- Benediktinerinnenabtei Ozon, Département Hautes-Pyrénées (1955 bis 1999)
- Benediktinerinnenkloster Paris (Rue Cassette) (1654–1792)
- Benediktinerinnenkloster Paris (Rue Tournefort) (1808–1975)
- Priorat Perrecy-les-Forges (908–1782, aufgehoben)
- Benediktinerinnenabtei Pesquié
- Abbaye de la Pierre-Qui-Vire (seit 1850 bestehend)
- Benediktinerinnenabtei Pradines
- Benediktinerinnenkloster Rambervillers
- Abtei Randol
- Kloster Rettel (800–1431, davor 1431–1793 Kartäuser, 19. Jahrhundert bis 1944 Dominikanerinnen)
- Benediktinerinnenkloster La Rochette in Belmont-Tramonet
- Benediktinerinnenabtei Rosans („Notre-Dame de Miséricorde“) in Rosans (seit 1991)
- Benediktinerinnenkloster Rosheim
- Benediktinerinnenkloster Rouen
- Abtei Saint-André, Languedoc-Roussillon (Ende 8. Jahrhundert–1789, aufgelöst)
- Abtei Sankt Arnulf (6. Jahrhundert–1790, seit 1794 Militärschule)
- Abtei Saint-Bertin, Thérouanne (7. Jahrhundert–1789, aufgehoben)
- Abtei Saint-Eusèbe, Saignes, Vaucluse (1004 bezeugt, aufgehoben)
- Benediktinerinnenabtei Saint-Eustase in Eyres-Moncube
- Abtei Saint-Évroult (1050–?)
- Abtei Saint-Fortunat (1094–Ende 18. Jahrhundert, aufgehoben)
- Abtei Saint-Génis-des-Fontaines, Languedoc-Roussillon (778–1798, aufgehoben ?)
- Kloster Saint-Gildas-en-Rhuys (818–1796, seit Ende 17. Jahrhundert Mauriner, vorher seit 528/536 Kloster, seit 1825 Soeurs de la Charité de Saint-Louis)
- Kloster Saint-Guilhem-le-Désert (804–1789)
- Abtei Saint-Jean de Sorde, Landes (960–Ende 18. Jahrhundert, seit 17. Jahrhundert Mauriner, aufgehoben)
- Benediktinerinnenabtei Sainte-Lioba in Simiane-Collongue
- Kloster Saint-Marcel (Saône), Chaone (10. Jahrhundert–1789, Kloster seit 579)
- Abtei Sainte-Marie de Fontfroide bei Narbonne (1093–1146), dann Zisterzienser (1146–1789, 1858–1901, aufgehoben, Museum und Hotel)
- Abtei Sainte-Marie de Lagrasse, Lagrasse (779–1792, seit 1894 Congrégation des Filles de Notre Dame des Sept Douleurs, seit 2004 Communauté des Chanoines réguliers de la Mère de Dieu de Lagrasse)
- Saint-Martin-des-Champs (Paris) (1079–1798, aufgehoben, seit 8. Jahrhundert Mönchsgemeinschaft)
- Abtei Saint-Martin de Ligugé (Gründung 361, dann benediktinisch, bestehend)
- Saint-Martin-du-Canigou, Roussillon, Pyrenäen (1005–1783, aufgehoben, heute geistliche Gemeinschaft)
- Saint-Médard (Soissons), Picardie (557–1793, aufgehoben, bis auf Krypta abgebrochen)
- Saint-Michel-de-Cuxa, Pyrenäen (878–1793, 1965-bestehend, zwischenzeitlich Zisterzienser (1919–1965))
- Abtei Saint-Nabor in Saint-Avold (6.–18. Jahrhundert)
- Saint-Michel-de-Frigolet bei Avignon (10. Jahrhundert–1791, aufgehoben, seit 1869 Prämonstratenser-Chorherren)
- Benediktinerinnenkloster Saint-Nicolas-du-Port
- Abtei Saint-Pierre d’Étival (7. Jahrhundert–880, auch Benediktinerinnen, 880–1147 Kollegiatstift, 1147–1789 Prämonstratenser)
- Abtei Saint-Pierre (Moissac) (aufgehoben)
- Abbaye Saint-Pierre de Solesmes, Sable-sur-Sarte (1010–1664), dann Mauriner (1664–1791, 1837 wiederbesiedelt, bestehend)
- Abtei Saint-Remi (Reims) (790–1792, aufgehoben, religiöse Gemeinschaft seit 7. Jahrhundert)
- Abtei Saint-Sauveur de Charroux, Poitou-Charentes (785–1762, aufgehoben, Ruine)
- Abtei Saint-Sauveur (Redon), Bretagne (832–1790, aufgehoben)
- Abtei Saint-Sever, Landes, Gascogne (988–1790)
- Abtei Sainte-Scholastique (Dourgne)
- Abtei Sainte-Scholastique (Juvigny)
- Abtei Saint-Thierry
- Abtei Saint-Vaast bei Arras (667–Ende 18. Jahrhundert, aufgehoben, Neubau 1815, heute Museum)
- Abtei Saint-Wandrille (früher Abtei Fontenelle), Normandie (649–1790, seit 1895, bestehend)
- Kloster Selz, Selz bei Straßburg (991–1481, dann Kollegiatstift (1481–1789 ?))
- Benediktinerinnenabtei Solesmes
- Abtei Sorèze, Tarne (753–1682, dann Klosterschule und Militärschule, heute Museum)
- Benediktinerinnenkloster Toul
- Benediktinerinnenkloster Tourcoing
- Abtei Tournay, Pyrenäen (11. – 17. Jh. Priorat; 1934 Wiederbegründung durch die Abtei En Calcat – bestehend)
- Abtei Tournus, Burgund (875–?)
- Abtei Triors
- Abtei von Trizay, Trizay bei Rochefort (Charente-Maritime) (11. Jahrhundert–1789 ?)
- Kloster Belloc und Urt
- Abtei Sainte-Marie de Valmagne (1138–1159, dann Zisterzienser (1159–1789), aufgehoben)
- Benediktinerinnenkloster Valognes
- Benediktinerinnenkloster Vanves (seit 1928)
- Benediktinerinnenkloster Venière (seit 1933)
- Benediktinerinnenkloster Verneuil (1627–2001)
- Kloster Vézelay (869–?, heute Fraternite de Jerusalem)
- Abtei Waslere, Wallers-en-Fagne, Region Nord (657–9. Jahrhundert)
- Kloster Weißenburg (Elsass) (660–1524, danach bis 1789 Kollegiatstift)
- Benediktinerabtei Wisques
- Benediktinerinnenabtei Wisques

## Großbritannien
- Arbroath Abbey (Schottland, 1197–16. Jahrhundert, Ruine, aufgelöst)
- Abtei St. Augustinus in Canterbury (–1538, Kloster seit 597, aufgelöst)
- Kloster Bangor in Bangor (Nordirland) (aufgelöst)
- Barking Abbey (Essex/London, 666–1541, auch Benediktinerinnen, aufgelöst)
- Buckfast Abbey (Devon, England, 1018–1136, neu besiedelt 1882, vorher 1147–1539 Zisterzienser)
- Saint Michael’s Abbey (Farnborough)
- Chertsey Abbey (Surrey, England, 666–1537, aufgelöst)
- Downside Abbey, 1606 in Douai gegründet, seit 1814 in Stratton-on-the-Fosse, Somerset
- Dunfermline Abbey (Schottland, 1075-Schottische Reformation 1560, danach Church of Scotland, somit als Benediktinerkloster aufgelöst)
- Glastonbury Abbey (Somerset, England, 940–1539, Gründung 6. oder 7. Jahrhundert, aufgehoben)
- Abbey Iona (Schottland, 1203-Reformation, Kloster seit 563, aufgehoben)
- Kelso Abbey in Schottland (1143–1587, Ruine, aufgehoben)
- Prinknash Abbey in Gloucestershire (~1096–1541, neu besiedelt 1928; bestehend)
- Pluscarden Abbey in Schottland (1230 Gründung seitens des Klosters Val-des-Choues (eigene Kongregation), 1454-~1586 Benediktiner, neu besiedelt 1948; bestehend)
- Quarr Abbey (Isle of Wight, seit 1907 bestehend, vorher 1131/1132–1536 Zisterzienser)
- Selkirk Abbey
- Priorat St. Maria, Worcester (961–1540, aufgehoben, vorher Kloster seit 680, heute anglikanische Kirche)

## Irland
- Kloster Ardaneer (aufgelöst)
- Fore Abbey (630–1539)
- Hore Abbey (Gründung unbekannt, von 1272 bis 1540 Zisterzienser, aufgelöst)
- Kloster Kilcommon (aufgelöst)
- Rathmelsigi (7. Jahrhundert?)

## Israel
- Dormitio-Abtei  (1906 – bestehend)
- Kloster S. Maria im Tal Josaphat
- Kloster S. Maria Latina
- Kloster S. Salvator auf dem Berg Tabor
- Kloster Palmaria
- Kloster St. Katharina de Campo Belli (unsicher, ob Benediktiner)

## Italien
- Kloster Acquafredda (im 19. Jahrhundert, vorher Zisterzienser)
- Kloster Capolago (Mitte 11. Jahrhundert–1236, ab 1236 Zisterzienser, 1497 nicht mehr existent)
- Kloster Casalvolone (1132–1169, ab 1169 Zisterzienser, bis 1467 aufgegeben)
- Kloster Casamari (1035–1140/1152, 1152–1717 und seit 1929 Zisterzienser, 1717–1892 Trappisten)
- Abtei Cava de’ Tirreni (seit 11. Jahrhundert mit Unterbrechungen)
- Kloster Cerreto (1084–1135, danach bis 1798 Zisterzienser, aufgehoben)
- Badia a Coltibuono (1051–1810, aufgehoben)
- Kloster Corazzo (1060–1173, danach bis 1808/1809 Zisterzienser, aufgehoben)
- Kloster Farfa
- Abtei Farneta (9. Jahrhundert–?, aufgehoben ?)
- Badia Fiorentina in Florenz (gegründet 978, aufgehoben ?)
- Kloster Fossanova bei Privena, Latium (9. Jahrhundert–1135, danach Zisterzienser (1135–1810), Kartäuser (1825-Beginn 20. Jahrhundert), heute Franziskaner)
- Abtei Fruttuaria (aufgehoben)
- Stift Innichen in Südtirol (769–1141, danach bis 1785 Kollegiatstift, aufgehoben)
- Benediktinerinnenkloster Mailand
- Abtei Marienberg in Südtirol (seit 1087/1095–1807, seit 1816 bestehend)
- Abtei Montecassino (Italien, 1. Kloster der Benediktiner, seit 529, mehrfach zerstört und wiederaufgebaut, bestehend)
- Monte della Madonna (1508–1797 sowie seit 1909-bestehend, vor 1508 Marien- und Rochusbruderschaft)
- Monte Oliveto Maggiore bei Siena (bestehend, Mutterkloster der Olivetaner)
- Abtei Muri-Gries in Südtirol (seit 1845-bestehend, 12. Jahrhundert–1790 Augustiner-Chorherren)
- Kloster San Benedetto in Norcia, dem Geburtsort des Benedikt von Nursia
- Abtei Pontida (1076, 1910 wieder bezogen,  bestehend)
- Abtei Pomposa (9. Jahrhundert–1671, aufgelöst, ab 1930 restauriert)
- Kloster Quartazzola bei Piacenza (1142–1497, danach bis 1810 Zisterzienser, aufgehoben)
- Kloster Rivalta Scrivia, Piemont (1583–1776, aufgelöst, vorher Zisterzienser (1181-vor 1497))
- Sacra di San Michele, Piemont (983–1622, aufgelöst, derzeit Rosminianer)
- San Aristo / Sankt Paul vor den Mauern, Rom (937-bestehend, Kloster seit 7. Jahrhundert)
- Kloster San Bartolomeo di Buonsollazzo, Borgo San Lorenzo (1084–1320, Zisterzienser (1320–1705), Trappisten (1705–1782), Kamaldulenser (1877–2004))
- Kloster San Benedetto (Sacro Speco) bei Subiaco (12. Jahrhundert – bestehend)
- San Benedetto in Polirone, San Benedetto Po, Lombardei (1007 – bestehend)
- Abteikirche San Clemente a Casauria, Provinz Pescara (871–?)
- Abtei von San Fruttuoso bei Camogli, Genua (10. Jahrhundert –?)
- Kloster San Gaudenzio, Toskana (1028–1247/1248, Zisterzienser (1248–1482), Serviten (1428–178?))
- Kloster San Giorgio Maggiore, Insel vor Venedig (982–1800)
- Kloster San Giusto in Tuscania (967–1146, danach Zisterzienser (1146-vor 1373))
- Kloster San Martino al Cimino, Viterbo (838–1150, danach Zisterzienser (1150–1564/bestehend?))
- Kloster San Michele della Verruca, Pisa (861–?, danach Vallombrosaner (–1263), Zisterzienser (1263–1471/1497))
- San Miniato al Monte (1013–1373, Olivetaner)
- Benediktinerkloster San Nicolò l’Arena, Catania (12./16. Jahrhundert–1866, aufgelöst, heute Teil der Universität Catania)
- San Pietro (Perugia) (996, bestehend)
- San Pietro di Sorres auf Sardinien (12. Jahrhundert–16. Jahrhundert, besiedelt seit 1955)
- Abtei Sant’Antimo bei Montalcino, Toskana (8. Jahrhundert–1462, aufgehoben, seit 1979 Augustinereremiten)
- Kloster San Salvatore a Settimo, Toskana (998–1048/1236, Vallombrosaner (1048–1090), Zisterzienser (1236–1783))
- Kloster San Salvatore di Monte Amiata, Toskana (762–1228, danach Zisterzienser (1228–1783, seit 1939 wieder Priorat))
- San Sebastiano alle Catacombe, Rom (4. Jahrhundert, dann Regularkanoniker, Zisterzienser (1171–1826), Minoriten (1826-bestehend?))
- Kloster Santa Maria dello Sterpeto bei Barletta, Apulien (12. Jahrhundert–1258), vorher Basilianer ?, danach Zisterzienser (1259–1374, 1935), Oblaten des Heiligen Josef (1951, bestehend)
- Kloster Santa Maria di Falleri, Falerii Novi (11. Jahrhundert–1143, danach Zisterzienser (1143–1649))
- Kloster Santa Maria in Strada, Anzola dell’Emilia (994–?, danach Kamaldulenser (?–1250), Zisterzienser (1250–1463/1497), aufgehoben 1797)
- Kloster Santo Stefano al Corno bei Codogno, Lombardei (1099/1109–?, danach Zisterzienser (1231–1777/1797))
- Kloster Santo Spirito di Zannone, Insel Zannone, Latium (1213–1246, dann Zisterzienser (1246–1295), verlassen, Ruine)
- Santuario di Gibilmanna, Cefalu, Sizilien (6. Jahrhundert–1228, danach Priorat (1228–1535), Kapuziner (1535–?))
- Santuario di Trezzo, Dumenza, Lombardei (1528–1574)
- Kloster Sestri Ponente, Sestri Ponente bei Genua, Ligurien (vor 1000–1131, dann Zisterzienser (1131–1569/1797))

## Kroatien
- Priorat der Heiligen Kosmas und Damian, Ćokovac (gegründet 1124, wiederbegründet 1965)

## Luxemburg
- Kloster Echternach (7. Jahrhundert–1793, aufgehoben)
- Abtei St. Mauritius und St. Maurus in Clerf (1909, bestehend)
- Abtei Neumünster (1606–1796)
- Benediktinerinnenkloster Peppingen

## Marokko
- Kloster Tioumliline (1952–1968, aufgehoben)

## Niederlande
- Abtei St. Benediktusberg (Vaals) (1962 konsekriert, bestehend)
- Kloster Egmond (10. Jahrhundert–1573, 1934, bestehend)
- Abtei Susteren (8. Jahrhundert–11. Jahrhundert, Kollegiatstift bis 18. Jahrhundert, aufgehoben)
- Kloster Termunten (1247–1259 (Doppelkloster), danach Zisterzienser (1259–1569))
- Sint-Willibrordsabdij (seit 1954)

## Österreich
- Stift Admont (bestehend)
- Stift Altenburg (bestehend)
- Kloster Altmünster (aufgehoben)
- Stift Arnoldstein (1106–1783, aufgehoben)
- Abtei St. Georgenberg-Fiecht (bestehend)
- Stift Garsten (1787 aufgehoben)
- Stift Gleink in Steyr (aufgehoben, danach Salesianerinnen)
- Kloster Gloggnitz (etwa um 1100, 1803 profaniert, heute Kirche und kommunale Nutzung)
- Stift Göttweig (bestehend)
- Priorat Gut Aich, Sankt Gilgen (bestehend)
- Kloster Klein-Mariazell (aufgelöst)
- Stift Kremsmünster (seit 777 bestehend)
- Stift Lambach (seit 1056 bestehend, vorher seit 1046 Kanonikerstift)
- Kloster Maria Plain (seit 1674 bestehend; Superiorat)
- Priorat Maria Roggendorf (bestehend)
- Stift Mattsee (aufgehoben, heute Kollegiatstift)
- Stift Melk (bestehend)
- Abtei Michaelbeuern (seit 8. Jahrhundert bestehend)
- Stift Millstatt (~1070–1469, ~1188/1190–1450 auch Benediktinerinnen, 1469–1598 St.-Georgs-Orden, 1598–1773 Jesuiten, aufgehoben)
- Kloster Mondsee (aufgehoben)
- Stift Ossiach (1783 aufgehoben)
- Schottenstift (Wien, bestehend)
- Stift St. Lambrecht (bestehend)
- Stift St. Paul im Lavanttal (1091–1782/1787, 1809–bestehend)
- Stift St. Peter in Salzburg (696–bestehend)
- Abtei Seckau (1883–bestehend, vorher Augustiner-Chorherren (1142–1782))
- Stift Seitenstetten (1114, bestehend)
- Stift St. Pölten (aufgehoben, später Augustiner-Chorherren)
- Priorat Mehrerau (1090/1097–1806, seit 1854 Abtei der Zisterzienser)

## Polen
- Kloster Grüssau (1242–1292 sowie 1919–1940, dazwischen Zisterzienser (1292–1810), seit 1947 Benediktinerinnen)
- Kloster Święty Krzyż (Heiligkreutz) (heute Hünfelder Oblaten)
- Abtei Tyniec (Polen, bestehend)
- Benediktinerinnenkloster Warschau

## Portugal
- Mosteiro de Fiães (–12. Jahrhundert, danach bis 1834 Zisterzienser (aufgehoben))

## Schweiz
- Kloster St. Alban (Basel) (1529 aufgehoben)
- Kloster Allerheiligen (Schaffhausen, aufgehoben)
- Bargenbrügg
- Bevoix
- Kloster Beinwil in Solothurn (aufgehoben)
- Broc
- Burier
- Kloster St. Martin (Disentis in Graubünden, bestehend)
- Kloster Einsiedeln (934-bestehend, Doppelkloster mit Fahr)
- Kloster Engelberg (1120, bestehend)
- Erlach
- Kloster Fischingen (1848 aufgehoben, 1977 wiedererrichtet)
- Genf (aufgehoben)
- Lutry
- Kloster Mariastein (seit 1636 bestehend)
- Kloster Moutier-Grandval (9. Jahrhundert–1793, gegründet 640, aufgehoben)
- Schloss Münchenwiler (12. Jahrhundert–1528 Cluniazenser, aufgehoben, heute Hotel)
- Münsterlingen
- Mistail
- Kloster Muri (1027–1841, aufgehoben, 1960 wieder besiedelt)
- Abtei St. Otmarsberg, Uznach (1963/1982-bestehend, Missionsbenediktiner)
- Abtei Payerne (dt. Peterlingen, 962–1536 aufgehoben)
- Kloster Pfäfers (aufgehoben)
- Perroy
- St. Pierre (Petersinsel, Bielersee)
- Kloster Romainmôtier (753–1536, aufgehoben, Kloster seit 5. Jahrhundert)
- Rougemeont
- Kloster Rheinau (aufgehoben)
- Kloster Rüeggisberg
- Sarnen (nach der Aufhebung des Klosters Muri 1841 Priorat der Abtei Muri-Gries)
- Kloster Schönthal, Langenbruck bei Basel (1146–1529/1541, aufgehoben)
- Schuls
- Serrai
- Solothurn
- St-Benoît de Port-Valais (Le Bouveret, bestehend)
- Abtei St. Gallen (747–1805 als Kloster aufgehoben, heute Bischofssitz)
- Abtei St. Johann (Münster/Mustair, seit dem 12. Jahrhundert Benediktinerinnen)
- Kloster St. Johann, Alt St. Johann bei St. Gallen (1152–1555, dann Priorat von St. Gallen, seit 1626 in Neu St. Johann, 1805 aufgehoben)
- Kloster Trub, Trub, Kanton Bern (1125–1528, aufgehoben)
- Saint-Ursanne
- Vermes
- Wislikofen
- Zurzach

## Spanien
- Kloster Montserrat bei Barcelona (seit 880 bestehend, 1811 zerstört und neu aufgebaut)
- Kloster San Juan de la Peña bei Jaca, Aragonien (920–179?)
- Kloster San Millán de la Cogolla (1001/1053–1878?, seit 1878 Augustiner)
- Kloster San Salvador de Leyre (bestehend, Gründung vor 848, bis 1836 Zisterzienser)
- Kloster Santa Maria de Ripoll
- Kloster Sant Cugat
- Kloster Sant Esteve
- Kloster Sant Pere de Rodes, Provinz Girona (vor 945–1798/1835, aufgehoben)
- Abtei in Sant Joan de les Abadesses (aufgehoben, vorher Benediktinerinnen (880–?, Augustiner))
- Kloster Santa María de Acibeiro (1135–~1170, danach Zisterzienser (~1170–1835))
- Kloster Santa María de El Paular in Rascafría, 1390 als Kartäuserkloster gegründet, erst seit 1954 Benediktinerabtei
- Kloster Santa María la Real de Irache bei Estella, Navarra (914–1824, aufgehoben)
- Kloster Santo Domingo de Silos, Provinz Burgos (929, bestehend)
- Kloster Santo Toribio de Liébana
- Kloster Sobrado, Galicien (10.–12. Jahrhundert, später Zisterzienser (1142–1835), seit 1966 Trappisten)

## Tansania
- Abtei Hanga (bestehend)
- Abtei Mvimwa (bestehend)
- Abtei Ndanda (bestehend)
- Abtei Peramiho (bestehend)
- Priorat Uwemba (bestehend)

## Tschechien
- Stift Braunau, Braunau (13. Jahrhundert bestehend, Museum)
- Erzabtei Břevnov, Prag (gegründet 993)
- Kloster Hradisch (1078–1151, dann Prämonstratenser (1151–1783), aufgehoben)
- Kloster Kladrau, Kladruby u Stříbra/Kladrau (1115–1785, aufgehoben)
- Kloster Klokoty, Tabor (gegründet 1701)
- Kloster Opatowitz (1073/1086–1421 (Hussitenkriege), Priorat in Neumarkt (Schlesien) 1535 eingezogen)
- Kloster Insula, Dawle (999–1517)
- Kloster Podlaschitz bei Chrast (vor 1159–1421, zerstört in den Hussitenkriegen)
- Emmauskloster (Prag) (1347–1446, 1636–1941 aufgelöst, Utraquisten (1446–?), restauriert ab 1967)
- St. Ambrosiuskloster (Prag)
- Stift Breunau, Prag (993, bestehend)
- Abtei Raigern (1048, bestehend)
- Kloster Sasau, Sasau (Sázava) (1032–1785, aufgehoben, bis 1096 in slawischer Sprache)
- Kloster Trebitsch, Trebitsch (gegründet 1101)
- Stift Wilmszell bei Wilimow (1119–1575, aufgehoben)
- Kloster Seelau, Seelau (1139–1148, danach Prämonstratenser (1148/1149–1468, 1623–1950, 1991, bestehend), Privateigentum (1468–1599))

## Ungarn
- Erzabtei Pannonhalma (996, bestehend)
- Abtei Tihany (1055 gegründet, bestehend)
- Abtei Zalavár (1019–1543)
- Abtei Pécsvárad (1015–1543)
- Abtei Szekszárd (1063–1543)
- Abtei Somogyvár (1091–1552)
- Kloster Vérteskeresztúr, bei Székesfehérvár/Stuhlweißenburg (Ende 12. Jahrhundert–1478, danach Dominikaner (1478–1543))
- Kloster Ákosmonostora, bei Galgahévíz (Ende 12. Jahrhundert–1541)

## Andere Länder
- Kloster Christ the King Priory (seit 1935, Schuyler, USA, bestehend)
- Abtei Clear Creek, Oklahoma, USA (seit 1999/2010 Abtei)
- Dormitio-Abtei, Jerusalem, Israel, (bestehend)
- Herz-Jesu-Abtei Inkamana, Südafrika (seit 1922)
- Kloster Obernburg, heute Slowenien (1140–1463, aufgelöst)
- Abtei Regina Laudis, Connecticut, USA (ältester Benediktinerinnen-Konvent in den USA, seit 1947, bestehend)
- Priorat Tigoni, früher Nairobi, Kenia (bestehend)
- Abtei Saint Peter-Muenster, Saskatchewan, Kanada (seit 1892)
- Kloster Waldfrieden, Namibia (seit 1998)
- Kloster Waegwan, Südkorea (bestehend)
- Abtei Conception in Conception im US-Bundesstaat Missouri